# 斯波家兼
斯波 家兼（しば いえかね）は、南北朝時代の武将。奥州管領。斯波高経の異母弟。奥羽斯波氏の祖。足利尊氏が倒幕の兵を挙げると兄・高経とともにこれに従い、後に建武政権に叛旗を翻した際も従うなど、足利氏の嫡流である尊氏を支え続けた。

## 生涯

中新田城跡 石碑

斯波氏は足利の姓を公称する御家人で、足利尾張家とも号する名門であった。
徳治3年（1308年）斯波宗氏の子として生を受ける。父は早世したらしく、早くから3歳年長の兄・斯波高経が公式の場で公務を務めている。やがて鎌倉幕府が倒れ、建武の新政に叛旗を翻した足利尊氏が延元元年6月（1336年）九州から京都に戻ると、7月若狭守護に任じられる。北陸へ赴くと南朝・新田勢と争い、越前守護の兄と協力して南朝の最有力武将であった新田義貞を、延元3年（1338年）に滅ぼした。観応の擾乱の際には、直義方の高経とは同調せず尊氏方に味方し、引付頭人に任じられた。
文和3年/正平9年（1354年）に奥州管領に任命され、奥州に下向し中新田城を拠点とした。前探題の吉良貞家、畠山国詮、石塔義憲、さらに石橋棟義との争いを克服し、奥羽における斯波氏の優位を固め、管領職（後の奥州探題）の世襲を確立した。延文元年/正平11年（1356年）6月13日、奥州管領在任2年にして没した。享年49。
なお、家兼の奥州下向年は延元4年/暦応2年（1339年）とする説もあるが、信憑性は低い。後の大崎氏、最上氏、天童氏などの祖であり、また、斯波家長の末裔とされる高水寺斯波氏も、一度断絶したのちに大崎氏が再興した一族とされることもある。